# John O'Sullivan
John O’Sullivan (* 25. dubna 1942 Liverpool) je britský konzervativní politický komentátor, novinář a spisovatel.
Své vysokoškolské vzdělání získal na Londýnské univerzitě. Ve volbách roce 1970 neúspěšně kandidoval do parlamentu za Konzervativní stranu. Působil též jako poradce Margaret Thatcherové, přispívá do velké řady časopisů a je autorem knihy Prezident, papež a premiérka – trojice, která změnila svět.
V současnosti[kdy?] žije v Alabamě.[zdroj?]
Zformuloval tzv. první O'Sullivanův zákon, který zní: „Každá organizace, která není v politice vysloveně pravicová, se časem změní na levicovou.“